# ガナッシュ
ガナッシュ（仏・英: Ganache）は、チョコレートに生クリームなどを混ぜ合わせて作られる製菓材料である。チョコレート菓子の材料として使われ、冷やし固めて生チョコレートにしたり、トリュフやボンボン・ショコラの中身として使われたりなどと用途は広い。

## 起源と語源
吉田菊次郎の『洋菓子百科事典』（2016年）によると、フランス語と英語ではガナッシュ（Ganache）、ドイツ語ではガナッシュ（Ganache）またはカナッシュ（Canache）、もしくはパリザー・クレーム（Pariser Creme）と呼ばれている。ガナッシュ（Ganache）という単語には、フランス語で「のろま」、「うすのろ」、「間抜け」などの意味がある。また、フランス南西部ではGanacherという言葉は「難儀してぬかるみを歩く」という意味で、そこから由来するとも伝わる。
この製菓材料がその名称で呼ばれることになった理由については、次のような説がある。ガナッシュは20世紀初頭、フランスで作られたと伝わる。オーギュスト・エスコフィエというシェフのもとで見習いとして働いていた人物が、チョコレートが入ったボウルの中に誤って熱い生クリームを入れてしまった。シェフは怒って見習いを「間抜け!（Quel ganache!）」と怒鳴りつけた。それでもこの失敗作を何とか再利用できないものかと試みたところ、なめらかな味わいに富んだ上に成形しやすいことに気づき、やがて「ガナッシュ」という名称が定着した。ただし『CHOCOLATE』の著者ドム・ラムジーによれば、この話は広く知られているものの、実際には19世紀終わりまで起源がさかのぼるという。
最初にガナッシュを考案したのは、パリの菓子屋ポール・シロダンという説がある。これは一種のチョコレート・トリュフであり、名称は同時代のヴィクトリアン・サルドゥという作家が1868年に上演したヴォードヴィル・コメディ『Les Ganaches』（「間抜け」という意味）に由来するといわれる
。ガナッシュはショコラティエには欠かすことのできないものとなり、ガナッシュにさまざまな食材を加工して作るトリュフはフランスからベルギー、さらにはヨーロッパ全体にまで普及した。
ガナッシュはなめらかな食感や味わいが生チョコレートとよく似ているが、この2つには違いがある。ガナッシュは生チョコレートを作る前段階で、材料の状態のことである。ガナッシュを冷やして固形の状態に成形したものが生チョコレートである。生チョコレートを販売する際には食べやすい大きさに切り分けられ、しばしばココアパウダーや粉砂糖、抹茶パウダーなどがまぶされる。

## 基本的な製法
ガナッシュは、チョコレート、クリーム、バターなどを混合したもので、トリュフやケーキなどに広く使われる。基本的な製法は、次のとおりである。
ブラックチョコレートと液状の生クリーム（乳脂肪分35-36パーセントの低脂肪タイプ）を同量用意し、チョコレートは細かく刻んでボウルに入れる。低脂肪タイプを使う理由は、油分が多いとそれだけ分離しやすくなるからである。生クリームは小鍋に入れて中火にかけ、沸騰が始まったら火を止め、チョコレートのボウルに3分の1量を混ぜる。ボウルはすぐに混ぜず、30秒ほど待機して生クリームから熱をボウル内に行き渡らせてから気泡が入り込まないように静かに混ぜ、チョコレートを溶かす。気泡が入り込むと、時間が経つにつれて食感にざらつきが出る場合がある。
生クリームの残りも2回に分けて同様に混ぜ、それぞれなめらかに乳化するまで混ぜる。全体が乳化して、つややかでなめらかな状態に至ればガナッシュの完成である。風味を加えるためにバターやリキュールを加える場合は、冷ます前に入れてよく混ぜる。
少量のガナッシュを作りたいときや手間を省きたいときには、電子レンジを利用してチョコレートと生クリームを一緒に加熱する方法もある。耐熱容器に刻んだチョコレートと生クリームを一緒に入れ、500-600ワットのレンジで10秒加熱する。沸騰の始めを確認したらすぐにレンジから出して気泡が入らないように静かに混ぜ、全体的に乳化させる。チョコレートが溶けきらないときは、その都度数秒ずつレンジにかけて溶かす。ただしレンジの時間を誤ると焦げやすく、特にチョコレートを溶かしなおす場合はいっそう焦げやすい。焦げてしまうと再利用も作り直しもできなくなるため、注意が必要となる。
ガナッシュはデリケートな素材であり、水分と油分のバランスを保つことが重要で、その点を誤るとすぐに分離して失敗のもととなる。生クリームとチョコレートがうまく混ざっていないと、チョコレートの油脂分が分離してしまい、口当たりのなめらかさがないざらついた仕上がりとなる。
ガナッシュ作りを失敗しないためには、いくつかポイントがある。1つはレシピの分量などを自己流に解釈せず、指示されたとおりの材料を使うことである。手順を守って作成したとしても、ありあわせのチョコレートや高脂肪タイプの生クリームではガナッシュ作りは成功しない。
2つめはチョコレートと生クリームを少しずつ乳化させることである。チョコレートと生クリームを一気に混ぜ合わそうとしても乳化しきれず、失敗のもととなる。
3つめは、混ぜ合わせるときの温度を守ることである。生クリームが冷たいままだと、チョコレートが溶け残ったり分離しやすい状態になってしまったりするため、必ず指定の温度まで温めてから混ぜることである。
生クリームではなく練乳や牛乳で作るレシピもあるが、生クリームと同じ比率で練乳や牛乳を入れると失敗のもととなる。なお、手作りチョコレートのための本『Chocolate』（2010年）では、「手作りチョコレートはふたつの技、テンパリングとガナッシュを覚えれば90パーセントできあがり」と指摘している。

## 主な種類と用途
ガナッシュは各種のリキュールや他のクリーム類とも混合しやすい性質を持つ。硬めに作ってトリュフやボンボン・ショコラのセンターにしたり、柔らかく仕上げてアントルメやグランガトー、プティガトーに挟んだり上塗り用に用いたりする。
チョコレートには水分がほとんど含まれていないため、常温でも日持ちがする。ガナッシュは水分を含むため冷やしても食感はなめらかで口どけがよいが、その反面日持ちはせず冷蔵保管の必要がある。日持ちのしないガナッシュも、ボンボン・ショコラのようにチョコレートでコーティングすることによって保存性が高まる。
以下は基本的なガナッシュの一覧で、これらに好みや用途に応じてリキュール類やミントなどのハーブ、フルーツピューレなどを加えて使用する。
ガナッシュ・ヴァニーユ（Ganache vanille）もっともオーソドックスなガナッシュで、ヴァニラの香りがついたもの。
ガナッシュ・オ・ズ（Ganache aux oeufs）卵入りのガナッシュで、まろやかな風味が増すがその分日持ちはしない。
ガナッシュ・オ・テ（Ganache au thé）紅茶入りのガナッシュで、生クリームに紅茶の葉を入れて風味をつけ、葉を取り除いたのちにガナッシュの材料にしたものである。
ガナッシュ・オ・レ（Ganache au lait）ミルクチョコレート風味のもので、ブラックチョコレートの代わりにミルクチョコレートを材料とする。
ガナッシュ・ブランシュ（Ganache blanche）白いガナッシュで、ブラックチョコレートの代わりにホワイトチョコレートとバターを材料に加える。
ガナッシュ・モカ（Ganache moka）コーヒー風味のガナッシュで、コーヒーの風味づけはインスタントコーヒーで可能である。

## 参考画像

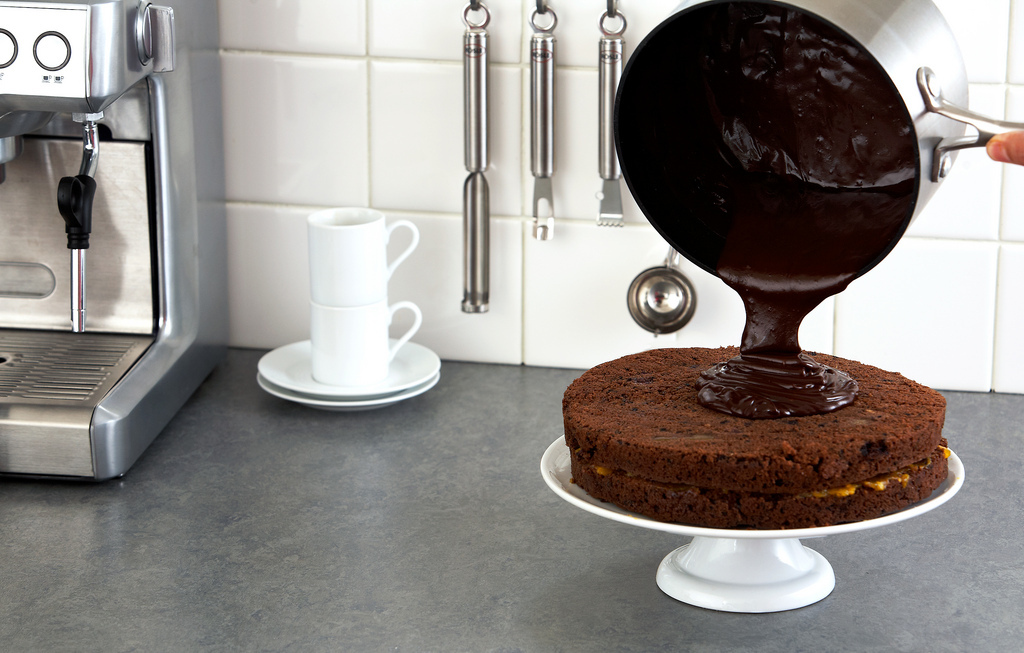
ケーキの上から注がれるガナッシュ
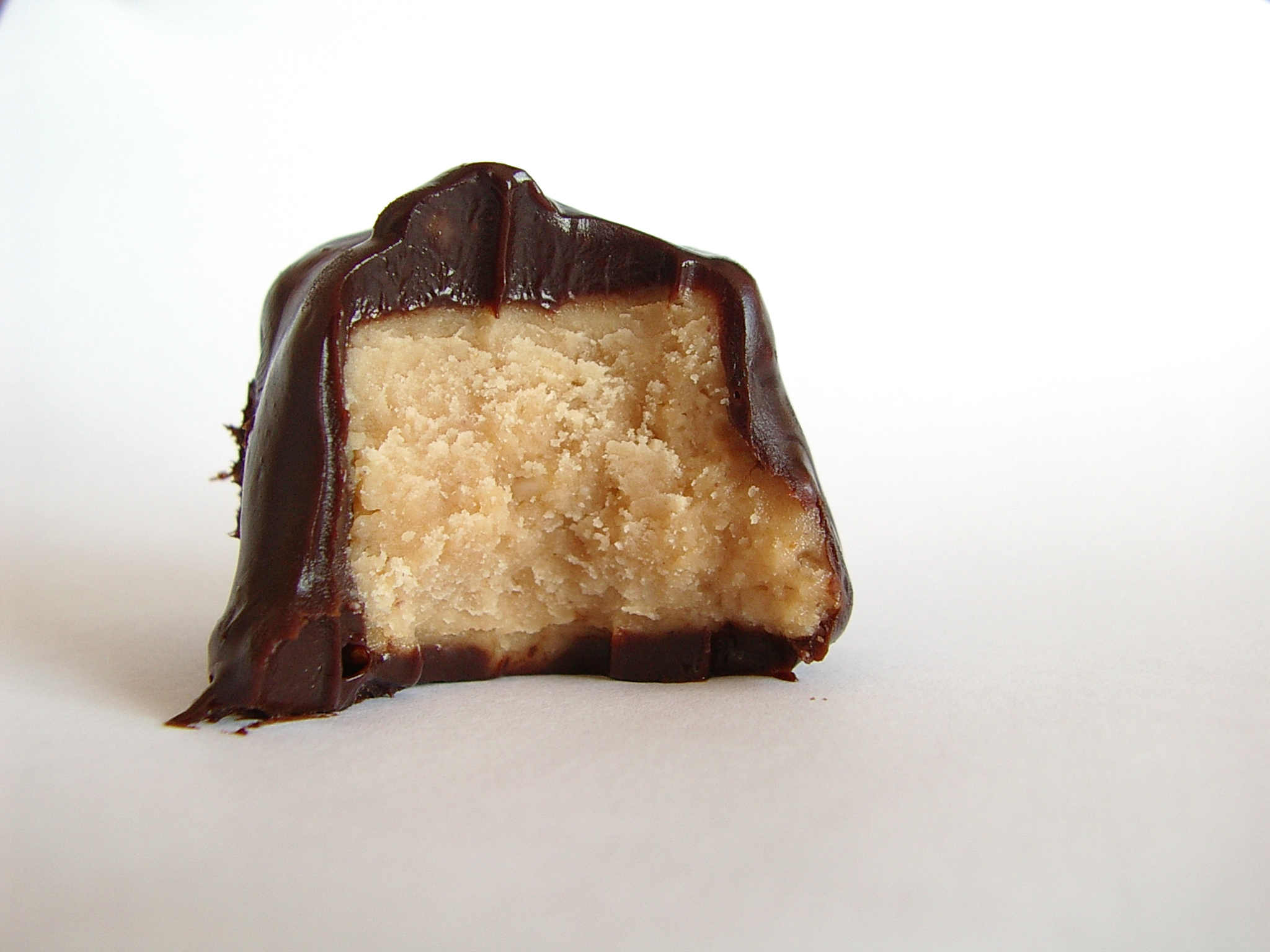
ガナッシュでコーティングされたピーナッツバターのファッジ
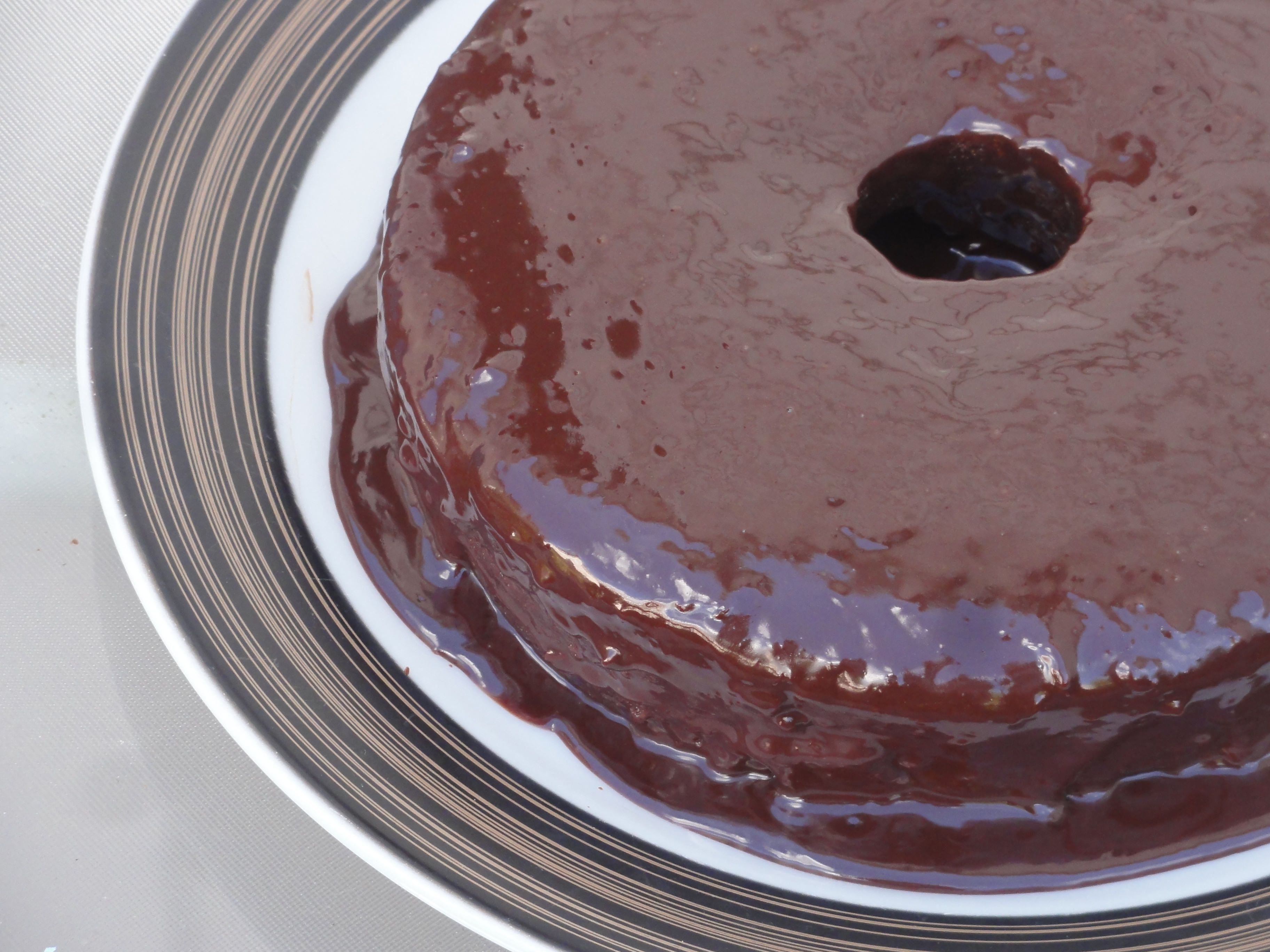
ガナッシュでコーティングされたチョコレートケーキ
- ガナッシュの作成工程
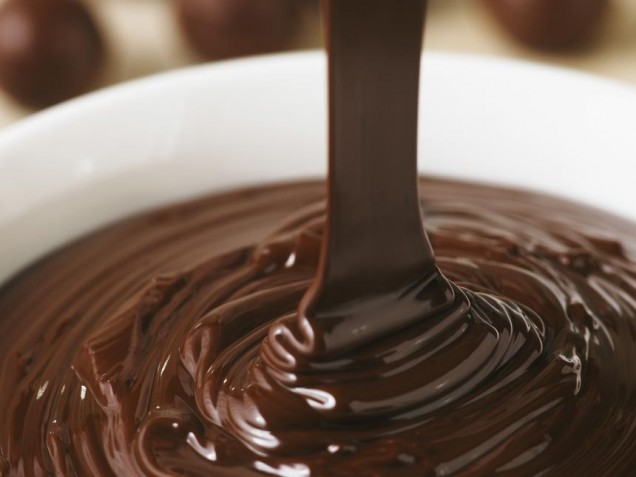
つややかな仕上がりとなったガナッシュ